# Christian Herforth
Christian Ludvig August Herforth (født 22. marts 1818 i København, død 23. april 1892 sammesteds) var en dansk overretsprokurator, kaptajn, politiker og kreditforeningsdirektør.

## Ungdom
Herforth var søn af bogholder og direktør for Københavns Fattigvæsen Hans Henrich Herforth og Sophie f. Hjelm. Han voksede op i en gammel, velstillet handelsfamilie, alle hans brødre blev grosserere og varemægler, men Herforth valgte juraens vej. Han blev student ved privat dimission i 1837 og tog i 1844 juridisk embedseksamen.  I 1847 blev han prøveprokurator og siden i 1849 beskikket overretsprokurator i København. Han opbyggede snart en betydelig praksis som sagfører på Amagertorv, især for forretningsverdenen, men indtog også på andre områder en vigtig stilling. Som ung var han eksempelvis en dygtig militærmand og blev kaptajn i Kongens Livkorps. Også i den politiske verden gjorde han sig gældende, da han i 1865 blev valgt ind i Borgerrepræsentationen, hvor han havde stor indflydelse indtil sin fratræden i 1884. 

## Kreditforeningsdirektøren
Herforth var endvidere direktør i Kjøbenhavns Brandforsikring, men hans største og mest betydningsfulde beskæftigelse var hans ledende stilling i  Østifternes Kreditforening. Han blev direktør for foreningen i 1865 og var formand i direktionen fra 1872 til sin død. Herforth sikrede Østifternes Kreditforening pladsen som landets førende og mest ansete pengeinstitut.
Herforths konservative natur, der var rodfæstet i hans opvækst, skabte i de senere år en del konflikter mellem ham selv og sine reformvenlige medarbejdere. Dette medførte, at han i 1887 fratrådte sin ledende stilling til fordel for en ny direktion. Da konflikterne viste sig endnu voldsommere mellem den nye direktion og repræsentantskabet, vendte han imidlertid hurtigt tilbage, men han indlod sig aldrig på reformbestræbelserne, der særlig var rettet mod en konvertering af foreningens obligationer, og som i høj grad var støttet af forholdene på pengemarkedet. Denne vedvarende modstand gjorde Herforths sidste år vanskelige og udmattende. Han døde den 23. april 1892 og ligger begravet på Assistens Kirkegård. Han blev Ridder af Dannebrog i 1880 og Dannebrogsmand i 1887.

## Familie
Herforth giftede sig i 1849 med  Johanne Christiane f. Rée, datter af grosserer Herman Rée. De fik ni voksne børn, deriblandt kreditforeningsdirektør Carl Herforth, som siden overtog hans sagførervirksomhed, overretssagfører Christian Hjelm Herforth, som døde tidligt og efterlod sønnen overretssagfører Hans Hjelm Herforth, grossererne Herman Herforth og Joseph Herforth samt isenkræmmer Poul Herforth, hvis datter giftede sig med grosserer Emil C. Hertz. Deres døtre giftede sig henholdsvis med direktør Carl Gammeltoft, grosserer Arnold Gamél og fabrikant Johan Nyebølle, hvis datter giftede sig med jurist Henry Ussing. 